# Sisor torosus
Sisor torosus är en fiskart som beskrevs av Ng 2003. Sisor torosus ingår i släktet Sisor och familjen Sisoridae. IUCN kategoriserar arten globalt som otillräckligt studerad. Inga underarter finns listade i Catalogue of Life.